# Septa (genre)
Genre
Septa est un genre de gastéropodes marins de la famille des Cymatiidae.

## Liste des espèces
Selon World Register of Marine Species (10 juin 2015) :
- Septa bibbeyi (Beu, 1987)
- Septa closeli (Beu, 1987)
- Septa flaveola (Röding, 1798)
- Septa hepatica (Röding, 1798)
- Septa marerubrum (Garcia-Talavera, 1985)
- Septa mixta (Arthur & Garcia-Talavera, 1990)
- Septa occidentalis (Mörch, 1877)
- Septa peasei (Beu, 1987)
- Septa rubecula (Linnaeus, 1758)

## Galerie

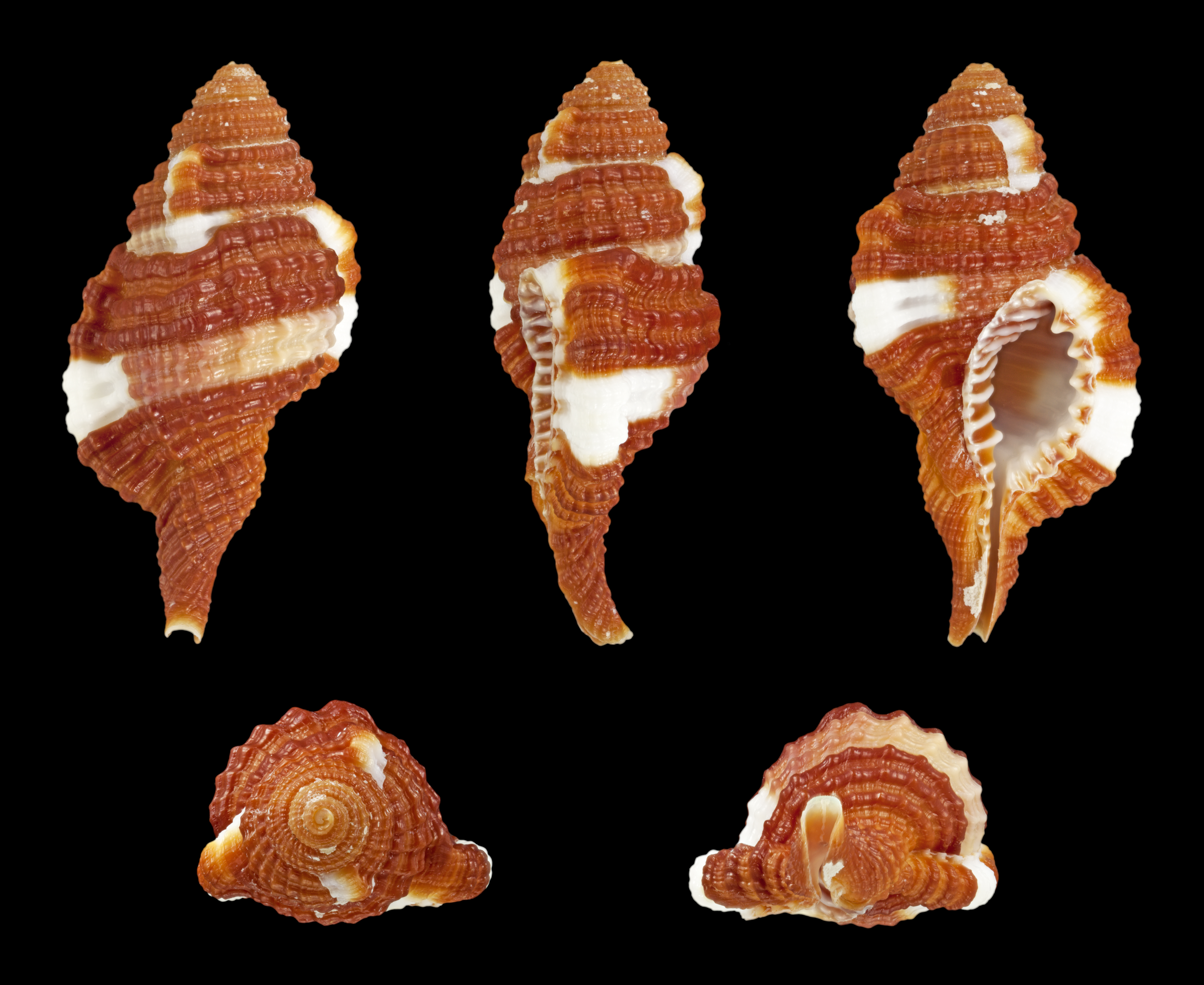
Septa bibbeyi.
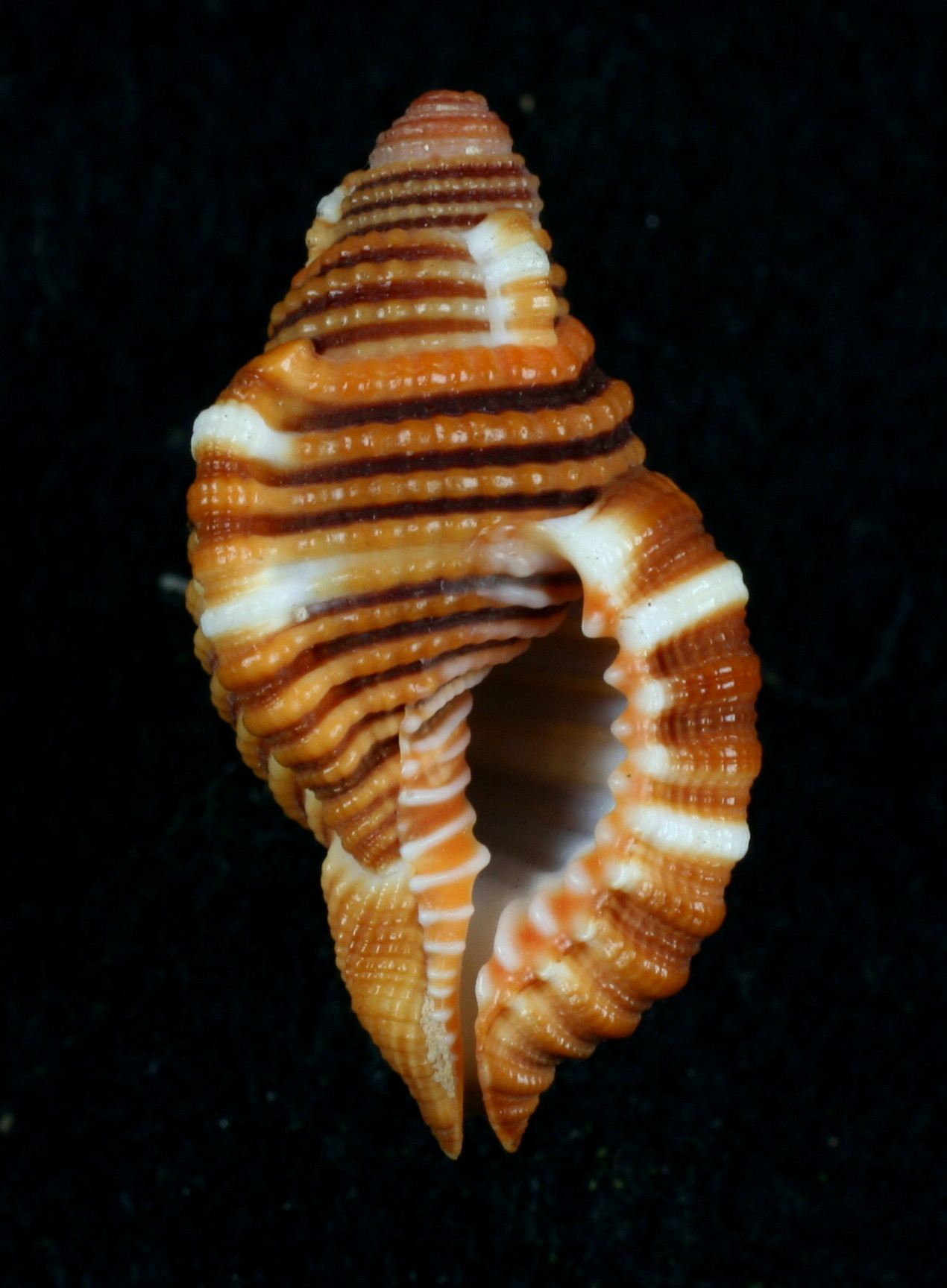
Septa hepatica.
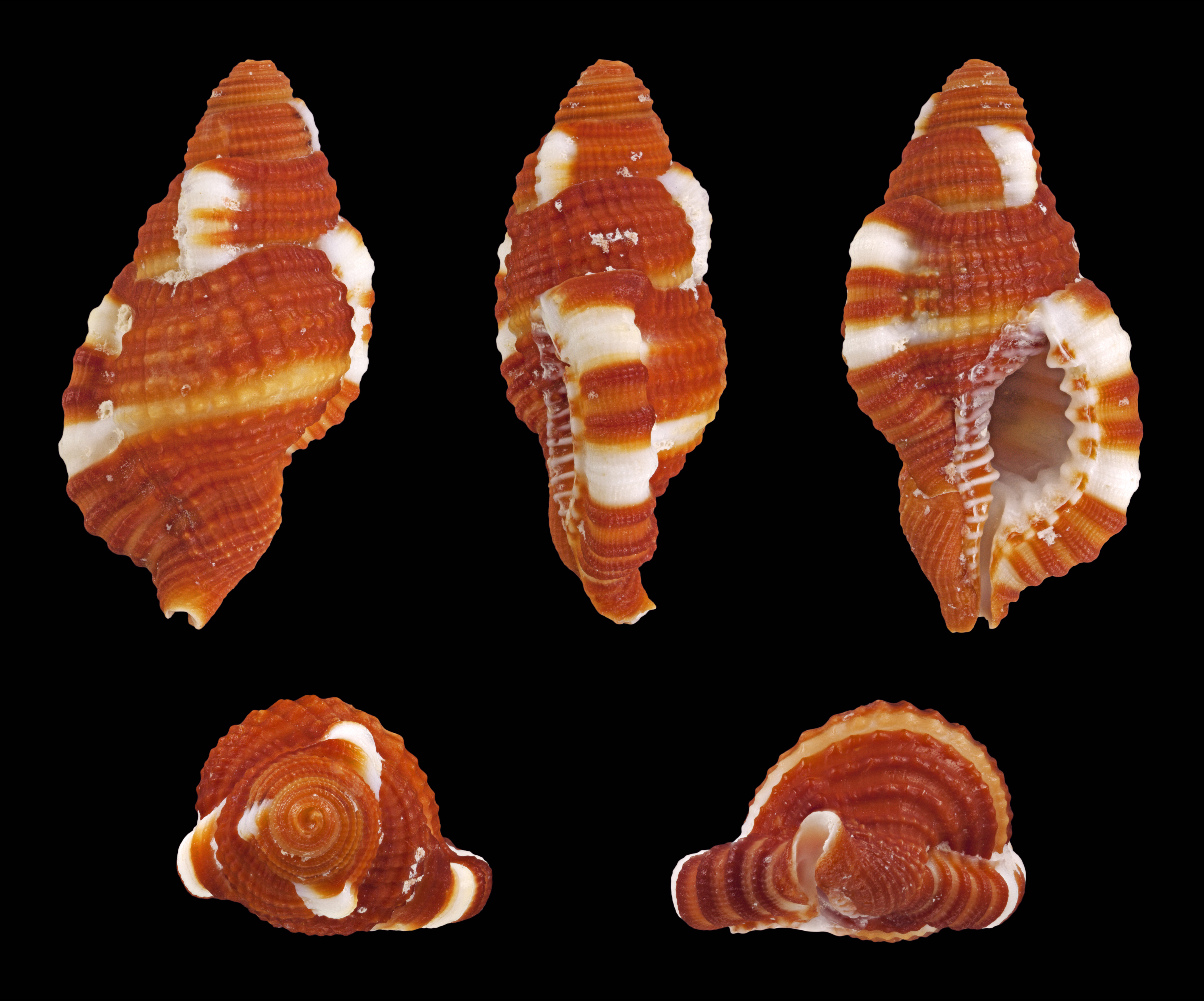
Septa rubecula.
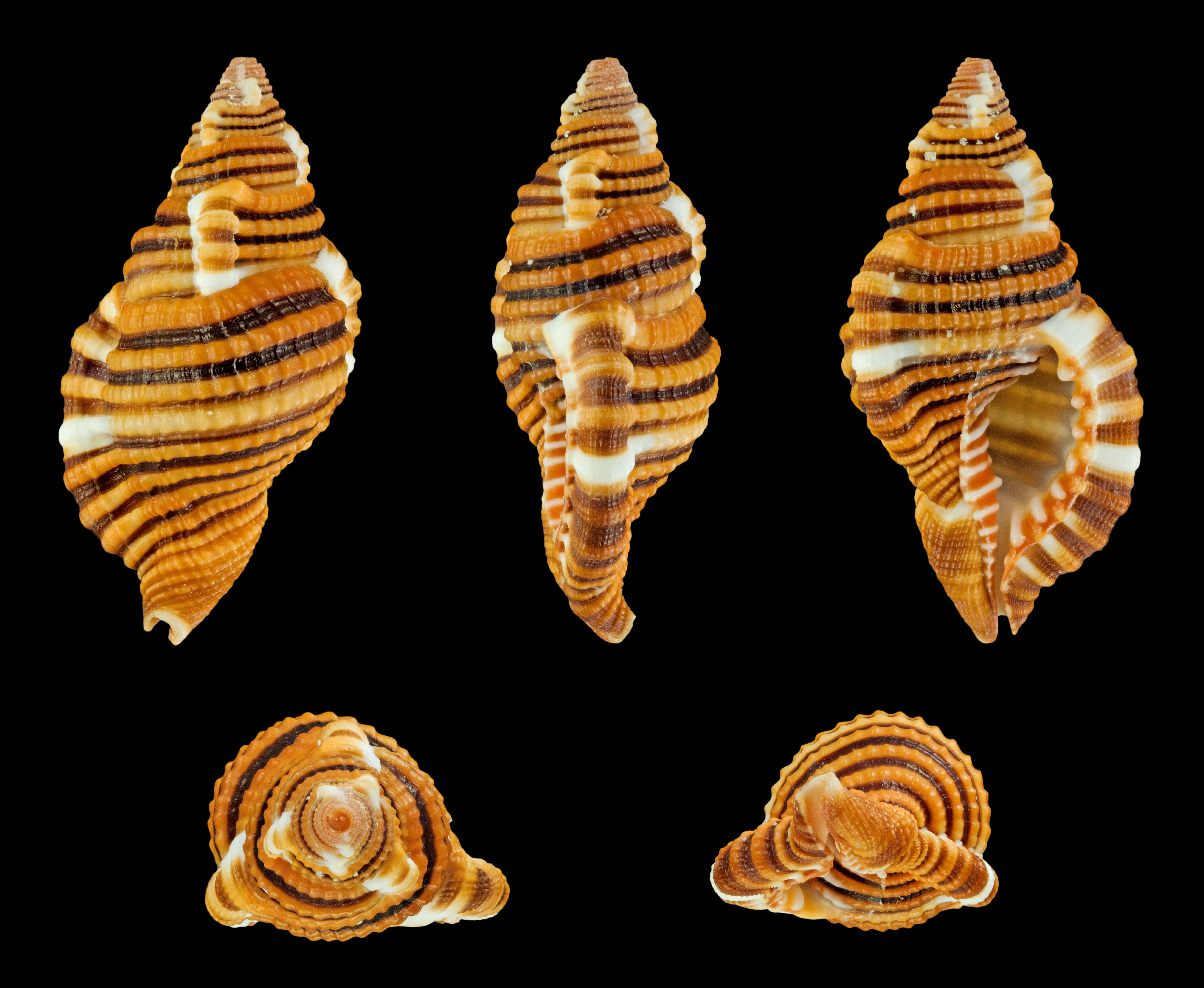
Septa hepatica.
Septa marerubrum.